# Andrea Bonacorsi
Andrea Bonacorsi (Bergamo, 23 april 2003) is een Italiaans motorcrosser.

## Carrière
Bonacorsi eindigde in 2014 als tweede in de 65cc-klasse van het Italiaanse Junior Kampioenschap op een Bucci. Dit leverde hem de kans op om dat seizoen deel te nemen aan het FIM Motocross Junior Wereldkampioenschap in België, waar hij een punt scoorde. In 2015 maakte hij de overstap naar de 85cc-klasse en eindigde opnieuw als tweede in het Italiaanse Junior Kampioenschap, met drie overwinningen in het algemeen klassement.
In 2017 maakte Bonacorsi deel uit van het KTM Silver Action-team en nam hij deel aan zijn eerste rondes van het Europees Kampioenschap, waar hij drie punten scoorde in de EMX125-klasse. Hij bleef bij het Silver Action-team in de EMX125-klasse van het Europees Kampioenschap 2018, waar hij vijftiende werd in het klassement en met name derde in het algemeen klassement van de wedstrijd in Lommel in België. Nadat het Silver Action-team na het seizoen 2018 de deuren sloot, stapte Bonacorsi over naar het Celestini KTM-team voor het seizoen 2019. Hij won de 125-klasse tijdens de openingsronde van het Italiaanse internationale kampioenschap motorcross en eindigde als tweede in het eindklassement. In het Europees Kampioenschap van 2019 eindigde hij als tiende in de EMX125-klasse, met opnieuw zijn beste resultaat in Lommel, ditmaal als vierde overall. Daarnaast nam Bonacorsi deel aan zijn tweede FIM Junior Wereldkampioenschap, ditmaal in zijn geboorteland Italië, waar hij als zesde eindigde in de tweede 125cc-race.
Het door COVID-19 getroffen Europees kampioenschap van 2020 zorgde ervoor dat Bonacorsi van merk wisselde om voor het Fantic Racing Team te gaan racen. Nadat het seizoen in september werd hervat na de door de pandemie afgedwongen pauze, won Bonacorsi alle races in de drie ronden die op het circuit van Faenza werden verreden. Een verdere algemene overwinning in de zesde ronde in Spanje en een tweede plaats in de achtste ronde in Lommel zorgden ervoor dat hij de titel pakte op het Belgische circuit.
Na zijn succes op een 125cc werd Bonacorsi gecontracteerd door Yamaha's fabrieksteam voor de EMX250-klasse van 2021. Hij paste zich snel aan de klasse aan en eindigde in de top tien bij de openingswedstrijd voordat hij als vierde eindigde in het algemeen klassement in de tweede GP. Zijn eerste podium in de klasse kwam in de vijfde GP met een derde plaats algemeen in Duitsland, die vervolgens in de volgende GP werd overtroffen door in Frankrijke tweede algemeen te eindigen. De volgende twee GP's brachten zijn eerste en tweede raceoverwinningen in de categorie voort, waardoor Bonacorsi uiteindelijk een vierde plaats in het eindklassement haalde. Tijdens de openingsronde van het Wereldkampioenschap van 2022 werd Bonacorsi opgeroepen voor het fabrieksteam van Yamaha in de MX2-klasse om de geblesseerde Thibault Benistant te vervangen. Een crash in de tijdtraining zorgde ervoor dat zijn weekend er vroegtijdig opzat. Tijdens het Europees Kampioenschap van 2023 behaalde Bonacorsi zijn eerste eindoverwinning in de EMX250-klasse tijdens de vierde wedstrijd in Sardinië. Hij behaalde nog een raceoverwinning in Duitsland, eindigde als derde in het algemeen klassement en herhaalde die eindoverwinning nog twee keer voor het einde van het kampioenschap. Naast een zesde plaats in het eindklassement van de EMX250, zorgde dit voor wildcard-deelnames in de MX2-klasse. Hij scoorde in elk van deze wedstrijden punten en eindigde als achtste in de eerste race van de Spaanse GP.
Het Europees Kampioenschap van 2023 zou Bonacorsi's derde en laatste seizoen in de EMX250-klasse zijn. Met vier overwinningen en zes individuele races pakte hij de titel één GP voor het einde. Hij maakte twee wildcard-optredens in de MX2-klasse. De eerste op zijn favoriete circuit in Lommel, bracht hem naar de zesde plaats in de openingsreeks. In de laatste GP van het seizoen behaalde hij een negende plaats in de laatste reeks van het jaar. Vanwege een blessure voor Mattia Guadagnini werd Bonacorsi laat opgeroepen voor het Italiaanse team voor de Motorcross der Naties 2023, waar hij voor het eerst op een 450cc zou rijden. Hij verraste velen met zijn rijgedrag onder de omstandigheden, eindigde zijn eerste reeks als achtste en stond uiteindelijk op de derde trede van het podium samen met zijn teamgenoten. Deze resultaten zorgden ervoor dat Bonacorsi promoveerde naar de MX2-klasse van het FIM Wereldkampioenschap van 2024 met het fabrieksteam van Yamaha. In de vierde ronde wist hij zijn eerste top drie-finish in het wereldkampioenschap veilig te stellen met een derde plaats in de tweede reeks.
Met twee van Yamaha's drie fabrieksrijders in de MXGP-klasse die geblesseerd waren, besloot het team om Bonacorsi vanaf de vijfde GP van het seizoen 2024 naar de MXGP-klasse te verplaatsen. Zijn lengte en rijstijl zorgden ervoor dat hij zich snel aanpaste aan de 450cc en als zesde eindigde in het algemeen klassement tijdens zijn eerste GP in de diepe modder in Portugal. Gedurende de rest van het seizoen was hij constant in de top tien te vinden. Ondanks dat hij de eerste vier ronden in de MX2 reed, eindigde Bonacorsi het MXGP-seizoen als tiende in het eindklassement. Hierna verscheen hij opnieuw voor Italië in de Motorcross der Naties 2024, waar het team als achtste eindigde. Ondanks zijn sterke resultaten zat Bonacorsi aan het einde van het seizoen zonder plekje bij het fabrieksteam van Yamaha, vanwege de terugkeer van eerder geblesseerde rijders van het team. Voor het Wereldkampioenschap van 2025 sloot Bonacorsi zich aan bij het Fantic Factory Racing MXGP-team.

## Palmares
- 2020:  EMX125
- 2023:  EMX250
- 2023:  Motorcross der Naties